# Atletica leggera ai Giochi della XXI Olimpiade - 100 metri ostacoli

Video della Finale

I 100 metri ostacoli hanno fatto parte del programma femminile di atletica leggera ai Giochi della XXI Olimpiade. La competizione si è svolta nei giorni 28-29 luglio 1976 allo Stadio Olimpico (Montréal).

## Presenze ed assenze delle campionesse in carica
| Competizione      | Atleta           | Prestazione | Montréal 1976 |
| ----------------- | ---------------- | ----------- | ------------- |
| Olimpiadi 1972    | Annelie Ehrhardt | 12”59       | Presente      |
| Commonwealth 1974 | Judy Vernon      | 13”45       | Non selez.    |
| Europei 1974      | Annelie Ehrhardt | 12”66       | Presente      |
| Asiatici 1974     | Esther Roth      | 13”31       | Presente      |
| Panamericani 1975 | Edith Noeding    | 13”56       | Presente      |

1. ↑  La tedesca Est detiene il record del mondo dal 1973 con 12”3.

## La gara
La favoritissima è la tedesca Est Annelie Ehrhardt, campionessa olimpica ed europea in carica e primatista mondiale della specialità. Ma la tedesca incappa in una gara infelice il giorno della semifinale e viene clamorosamente eliminata.

La finale è dunque apertissima. L'arrivo è serrato, con cinque atlete in cinque centesimi. La vittoria viene assegnata dal fotofinish alla tedesca orientale Johanna Schaller, che prevale sulla sovietica Tat'jana Anisimova di un centesimo.

## Risultati

### Turni eliminatori
| 4 Batterie   | 28 luglio | 24 iscritte   | Si qualificano le prime 4. |
| 2 Semifinali | 28 luglio | 8 + 8         | Si qualificano le prime 4. |
| Finale       | 29 luglio | 8 concorrenti |                            |

### Finale
| Pos | Paese            | Atleta             | Tempo |
| --- | ---------------- | ------------------ | ----- |
|     | Germania Est     | Johanna Schaller   | 12”77 |
|     | Unione Sovietica | Tat'jana Anisimova | 12”78 |
|     | Unione Sovietica | Natalja Lebedeva   | 12”80 |

1. ↑  La gara è all'inizio del video.